# Délégation interministérielle à l'hébergement et à l'accès au logement
Pour les articles homonymes, voir Délégation interministérielle.
La délégation interministérielle à l’hébergement et à l’accès au logement des personnes sans abri ou mal logées (Dihal) est une administration centrale de plein exercice, instance de coordination et de suivi de la mise en œuvre des politiques publiques d’hébergement et d’accès au logement à destination des personnes sans abri ou mal logées, instituée par un décret du 14 juillet 2010. Placée sous l’autorité du Premier ministre et fonctionnellement rattachée au ministère de la Cohésion des territoires sa direction est confiée à un délégué interministériel nommé par le Premier ministre. Entre octobre 2014 et mars 2024, cette fonction a été confiée à Sylvain Mathieu (ENA, promotion 1996-1998). L'actuel délégué interministériel est Jérôme d'Harcourt (ENA promotion Jean Zay, 2013)

## Organisation
La délégation est structurée en six missions : 
- hébergement, accès au logement ;
- résorption des bidonvilles ;
- lutte contre l’habitat indigne ;
- plan migrants ;
- réhabilitation des foyers de travailleurs migrants ;
- gens du voyage.

### Mission «Hébergement, accès au logement»
Elle met en œuvre, les actions contenue dans :
- le plan de réduction des nuitées hôtelières ;
- le programme expérimental « Un chez-soi d’abord ».

Elle comporte un Pôle national de prévention des expulsions locatives.

### Mission «Résorption des bidonvilles»
Cette mission observe l'évolution de la situation des bidonvilles grâce à un recensement biannuel (1 fois tous les 2 ans). Le dernier recensement de juillet 2018 est le 11e. Il fournit une synthèse nationale et donne l'état des lieux par département. Des écarts sous-estimant la réalité peuvent être constatés, en raison de la méthodologie. En effet, les chiffres sont fournis à la préfecture du département par les forces de l'ordre qui se rendent sur un site et recensent seulement les personnes présentes au moment de la visite. Selon les associations humanitaires, les chiffres ne tiennent pas compte par exemple des personnes qui sont au travail et des enfants qui sont à l'école.

### Mission «Lutte contre l’habitat indigne»
Elle comporte le Pôle national de lutte contre l’habitat indigne (PNLHI).

### Mission «Plan migrants»
Elle anime la Plateforme nationale de relogement des réfugiés. Elle est un opérateur au sein du GIP Habitat et Interventions Sociales (GIP HIS).

### Mission «Réhabilitation des foyers de travailleurs migrants»
Elle anime la Commission interministérielle pour le logement des populations immigrées (Cilpi).

### Mission «Gens du voyage»
Elle anime la Commission nationale consultative des Gens du voyage (CNCGDV)